# Kaze to Ki no Uta
Kaze to Ki no Uta (jap. 風と木の詩, dt. „Das Lied von Bäumen und Wind“) ist ein Manga von Keiko Takemiya, der als einer der ersten Shōnen Ai gilt und diesem Genre zum Durchbruch verhalf. Erzählt wird die Liebesgeschichte von zwei ungleichen jungen Männern an einer europäischen Jungenschule.
Eine unverhüllte Bettszene zu Beginn eines Kapitels des Mangas war in den 1970ern in der japanischen Manga-Welt eine Sensation.
1987 diente der Manga als Vorlage für einen gleichnamigen Anime in Form einer 60-minütigen OVA-Episode.

## Handlung
Der Manga spielt Ende des 19. Jahrhunderts in Frankreich. Sein Protagonist ist Serge Battour, der Sohn eines Aristokraten und einer Zigeunerin. Als sein Vater stirbt, ist dessen letzter Wille, dass sein Sohn in dieselbe Schule geht, die er einst besuchte. An der Laconblade-Schule, einer reinen Jungenschule, angekommen, möchte sich Serge zurechtfinden. Er will dort in die Fußstapfen seines Vaters treten. Zudem möchte er sein Talent fürs Klavier zu seinem zukünftigen Beruf machen.
Kurz nach seiner Ankunft trifft er einen Jungen namens Gilbert Cocteau, der von allen wegen seiner femininen Schönheit bewundert wird. Nicht selten fühlen Lehrer oder Schüler sich sexuell von ihm angezogen. Gilbert ist in der ganzen Schule bekannt dafür, dass er mit jedem ins Bett steigt, wenn sich für ihn dadurch ein Vorteil ergibt. Serge muss sich ein Zimmer mit ihm teilen, wobei sich Gilbert zuweilen als unausstehlich erweist.
Schon nach wenigen Wochen wird Serge zu einem der besten und beliebtesten Schüler der Schule. Er findet schnell viele Freunde, gibt jedoch nicht seinen Versuch auf, eine Freundschaft mit dem verschlossenen Gilbert zu schließen. Dessen Ziel ist es jedoch, Serge zu ruinieren. Und so zerstören sich die beiden 14-jährigen Jungen immer mehr, kommen sich jedoch auch immer näher.

## Manga
Ursprünglich erschien der Manga im Januar 1976 im wöchentlich erscheinenden Shōjo-Comic-Magazin bei Shogakukan, wo er bis 1982 serialisiert wurde. Von 1982 bis 1984 wurde Kaze to Ki no Uta im Petit Flower desselben Verlags veröffentlicht. Ein Ende fand die Geschichte in 17 Bänden, die viele Neuauflagen erfuhren. 1988–1989 erschien bei Shogakukan eine 9-bändige Ausgabe im Shiroku-Format (127 mm × 188 mm), 1993 bei Chūōkōron Shinsha als Aizōban in A5 in vier Bänden mit je ca. 700–800 Seiten, 1994 beim Hakusensha-Verlag im Bunko-Format in 10 Bänden, und 2002/3 wiederum bei Chūōkōron Shinsha als Bunkoban in 8 Bänden.
1980 erhielt Keiko Takemiya für Kaze to Ki no Uta den 25. Shōgakukan-Manga-Preis.